# Lima Cricket & Football Club

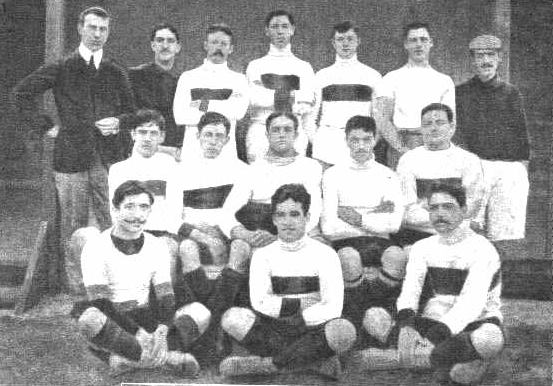
Lima CFC, 1912.

Lima Cricket & Football Club is een Peruviaanse sportclub uit de hoofdstad Lima. De club beweert de oudste club van Peru en Zuid-Amerika te zijn, echter is hier geen geschreven bewijs van. De oudste officiële nog bestaande documenten dateren uit 1885, maar er wordt aangenomen dat de club al enige tijd daarvoor bestond. Buiten voetbal in de club ook actief in basketbal, pelota, bowls, cricket, schermen, veldhockey, tennis, tafeltennis, volleybal en zwemmen. Vroeger werd er ook aan rugby union gedaan. 
De club werd door Engelse immigranten gesticht als Lima Cricket Club. Van aan de start was het een club die aan cricket, voetbal en rugby deed, maar de focus lag op cricket. Nadat andere sporten ook aan populariteit wonnen werd de naam gewijzigd in Lima Cricket & Lawn Tennis Club in 1865. 
Op 30 april 1906 neemt de club z'n huidige naam aan : Lima Cricket & Football Club.
De oudste (gedocumenteerde) voetbalwedstrijd gaat door op zondag 7 augustus in 1892.  Tegenstander was Union Cricket.  In navolging hierop wordt er een afdeling voetbal gesticht binnen de club in 1893.
In 1912 werden de voetballers de allereerste landskampioen van Peru. Twee jaar later werden ze dit opnieuw. Later speelde de club in lagere afdelingen. 